# Plateau-de-Beille
Plateau de Beille este o stațiune de schi franceză din Munții Pirinei, aflată la o altitudine de 1790 m, situată pe teritoriul comunei Les Cabannes în departamentul Ariège.

## Detalii ale cățărării
Începând din  Les Cabannes (535 m. alt.) cățărarea până la Plateau de Beille (1790 m. alt.)  are o lungime de 15.8 kilometri, panta medie fiind 7,9%. Panta maximă este de 10,8% iar diferența de nivel este de 1255 m. alt.

## Turul Franței
A servit de loc de sosire a unei etape din Turul Franței de 4 ori în edițiile din: 1998, 2002, 2004, 2007 dar și în 2011. De fiecare dată câștigătorul etapei ce se termina la Plateau de Beille a câștigat Turul Franței, exceptând anul 2011.

## Performanțe
În anul 1998 Marco Pantani a câștigat aici etapa a unsprezecea a Turului Franței începută la  Bagnères-de-Luchon pe distanța de 170 de kilometri în 43:30.
În anul 2002 Lance Armstrong a câștigat aici etapa a doisprezecea a Turului Franței începută la  Lannemezan pe distanța de 198 de kilometri în 45:43, și tot el, 2 ani mai țrziu reușește să câștige aici dar cu un rezultat mai bun cu 13 secunde.
În anul 2007 Alberto Contador a câștigat aici etapa a treisprezecea a Turului Franței începută la  Mazamet pe distanța de 205,5 de kilometri în 44:08.
În anul 2007 Jelle Vanendert a câștigat aici etapa a paisprezecea a Turului Franței începută la  Saint-Gaudens pe distanța de 168,5 de kilometri în 46:01.